# Kurdistan (Iran)
Kurdistan (kurdiska: کوردستان), eller Kordestan (persiska: كردستان), är en av Irans 31 provinser och ligger i nordvästra delen av landet, på gränsen till Irak. Den har 1 603 011 invånare (2016), på en yta av 29 137 km². Administrativ huvudort är Sanandaj, även kallad Sine. Andra städer med över 100 000 invånare är Baneh, Marivan och Saqqez.
Centralkurdiska är det dominerande modersmålet i provinsen.

## Administrativ indelning
Provinsen Kurdistan var vid folkräkningen 2016 indelad i tio delprovinser (shahrestan), i sin tur indelade på ytterligare administrativa nivåer.

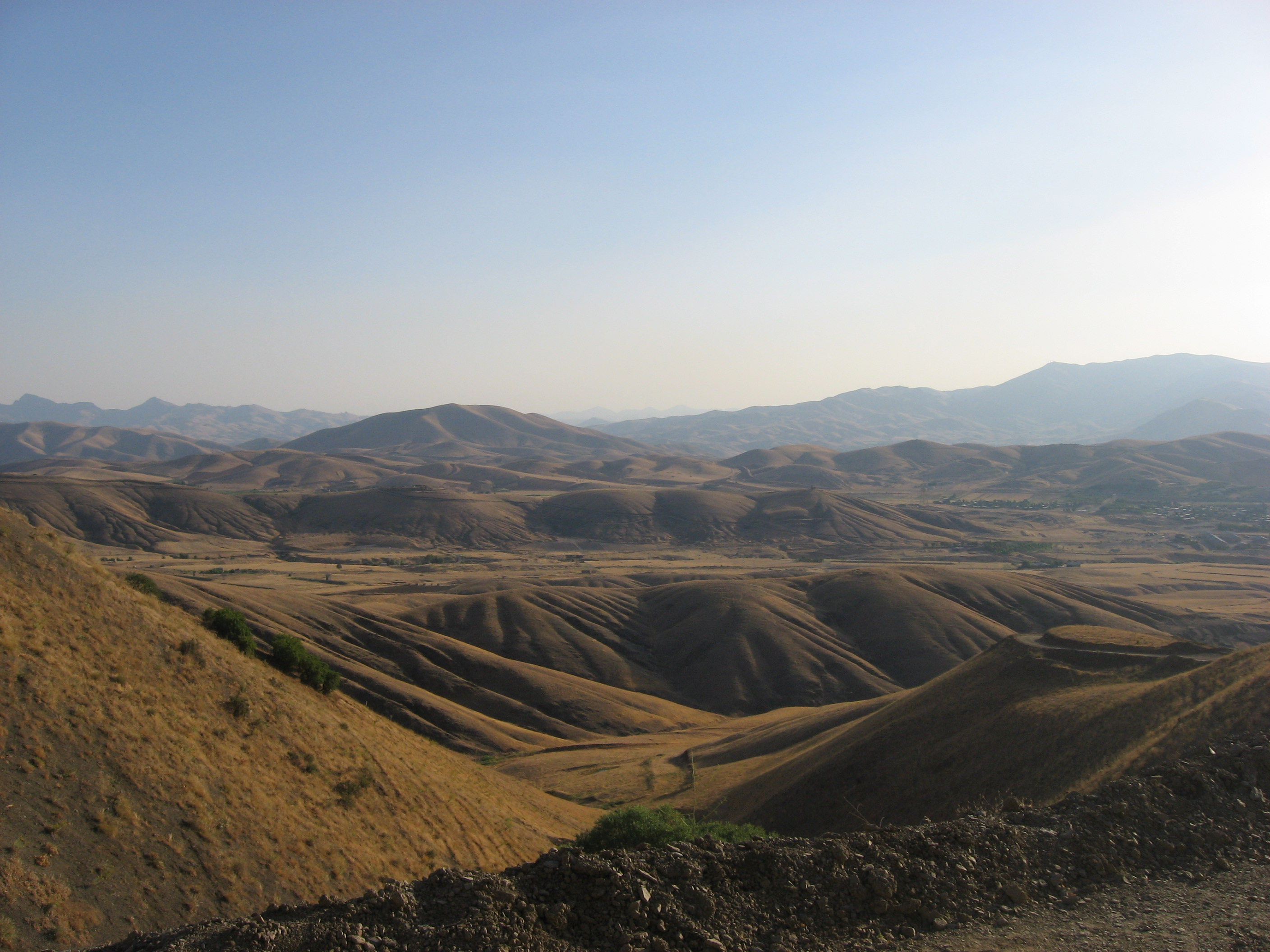
Berg runt om staden Sanandaj.

- Baneh
- Bijar
- Dehgolan
- Divandarreh
- Kamyaran
- Marivan
- Qorveh
- Sanandaj
- Saqqez
- Sarvabad